# Донегал Тауншип (округ Вашингтон, Пенсільванія)
Донегал Тауншип (англ. Donegal Township) — селище (англ. township) в США, в окрузі Вашингтон штату Пенсільванія. Населення — 2395 осіб (2020).

## Демографія
Згідно з переписом 2010 року, у селищі мешкало 2465 осіб у 981 домогосподарстві у складі 725 родин. Було 1057 помешкань
Расовий склад населення:
| - 98,8 % — білих - 0,3 % — чорних або афроамериканців - 0,1 % — азіатів |

До двох чи більше рас належало 0,7 %. Частка іспаномовних становила 0,5 % від усіх жителів.
За віковим діапазоном населення розподілялося таким чином: 21,9 % — особи молодші 18 років, 61,3 % — особи у віці 18—64 років, 16,8 % — особи у віці 65 років та старші. Медіана віку мешканця становила 44,2 року. На 100 осіб жіночої статі у селищі припадало 98,3 чоловіків;  на 100 жінок у віці від 18 років та старших — 94,5 чоловіків також старших 18 років.
Середній дохід на одне домашнє господарство  становив 57 482 долари США (медіана — 44 500), а середній дохід на одну сім'ю — 64 266 доларів (медіана — 55 326). Медіана доходів становила 42 269 доларів для чоловіків та 33 250 доларів для жінок. За межею бідності перебувало 9,3 % осіб, у тому числі 14,0 % дітей у віці до 18 років та 5,5 % осіб у віці 65 років та старших.
Цивільне працевлаштоване населення становило 968 осіб. Основні галузі зайнятості: освіта, охорона здоров'я та соціальна допомога — 21,2 %, роздрібна торгівля — 18,4 %, виробництво — 14,7 %.